# 理县湍蛙
理县湍蛙（学名：Amolops lifanensis）为蛙科湍蛙属的两栖动物。在中国大陆，分布于四川等地。该物种的模式产地在四川理县。